# Łubianka (województwo kujawsko-pomorskie)
Łubianka – wieś w Polsce położona w województwie kujawsko-pomorskim, w powiecie toruńskim, siedziba gminy Łubianka.
| SIMC    | Nazwa  | Rodzaj    |
| ------- | ------ | --------- |
| 1031474 | Koryta | część wsi |

W latach 1975–1998 miejscowość administracyjnie należała do województwa toruńskiego. Według Narodowego Spisu Powszechnego (III 2011 r.) liczyła 1361 mieszkańców. Jest największą miejscowością gminy Łubianka.
Urodził się tutaj Krzysztof Kwiatkowski (ur. 1957) – żużlowiec, wychowanek i były zawodnik Apatora Toruń (w latach: 1976–1981, 1983–1984).